# Ереванская (порода кур)
Ереванская — одна из советских пород кур. Создана в Армянской ССР при Ереванском институте животноводства (откуда и название) путём скрещивания местных закавказских кур с птицей таких пород, как род-айланд и нью-гемпшир. Стандарт породы закреплён в 1974 году. В целом относится к мясо-яичному типу продуктивности, хотя в породе выведены лёгкий и тяжелый типы с уклоном в яичный и мясной типы продуктивности, соответственно. Преобладают птицы с красной окраской оперения, которые являются носителями сцепленного с полом гена золотистости, используемого для создания аутосексной материнской формы мясных линий кур. Имеются также более редкие чёрная и пурпурная разновидности.

## Особенности породы
Живая масса кур достигает в среднем 2,0, петухов доходит до 3,0 кг. Птица приспособлена к условиям жаркого сухого предгорного климата, предпочитает сухую солнечную погоду. Половая зрелость наступает рано: куры заносятся в возрасте 5,5 месяцев. Масса яйца варьирует в пределах 56—57 г, окраска яичной скорлупы коричневая. Однако яйценоскость невысока: в среднем 160 яиц за первый год продуктивности, поэтому порода в целом не подходит для промышленного использования, но из-за соображений поддержания отечественного производителя она была довольно широко распространена в частных и промышленных хозяйства внутри самой Армении (по переписи на 1 января 1990 года поголовье ереванской породы составляло 121 286 голов).

Разведение кур в современной Армении
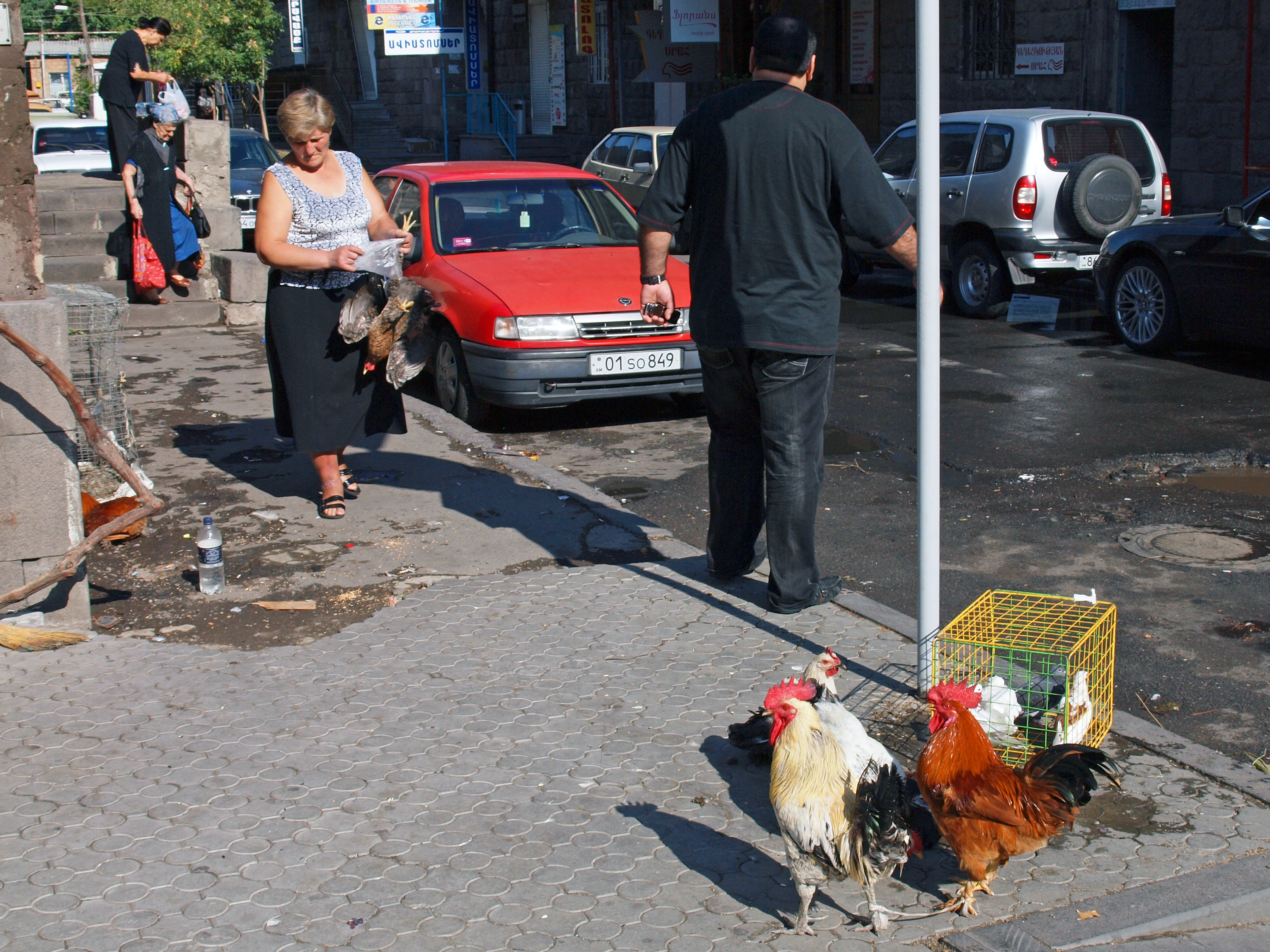
Продажа живых кур на уличном рынке в Ереване
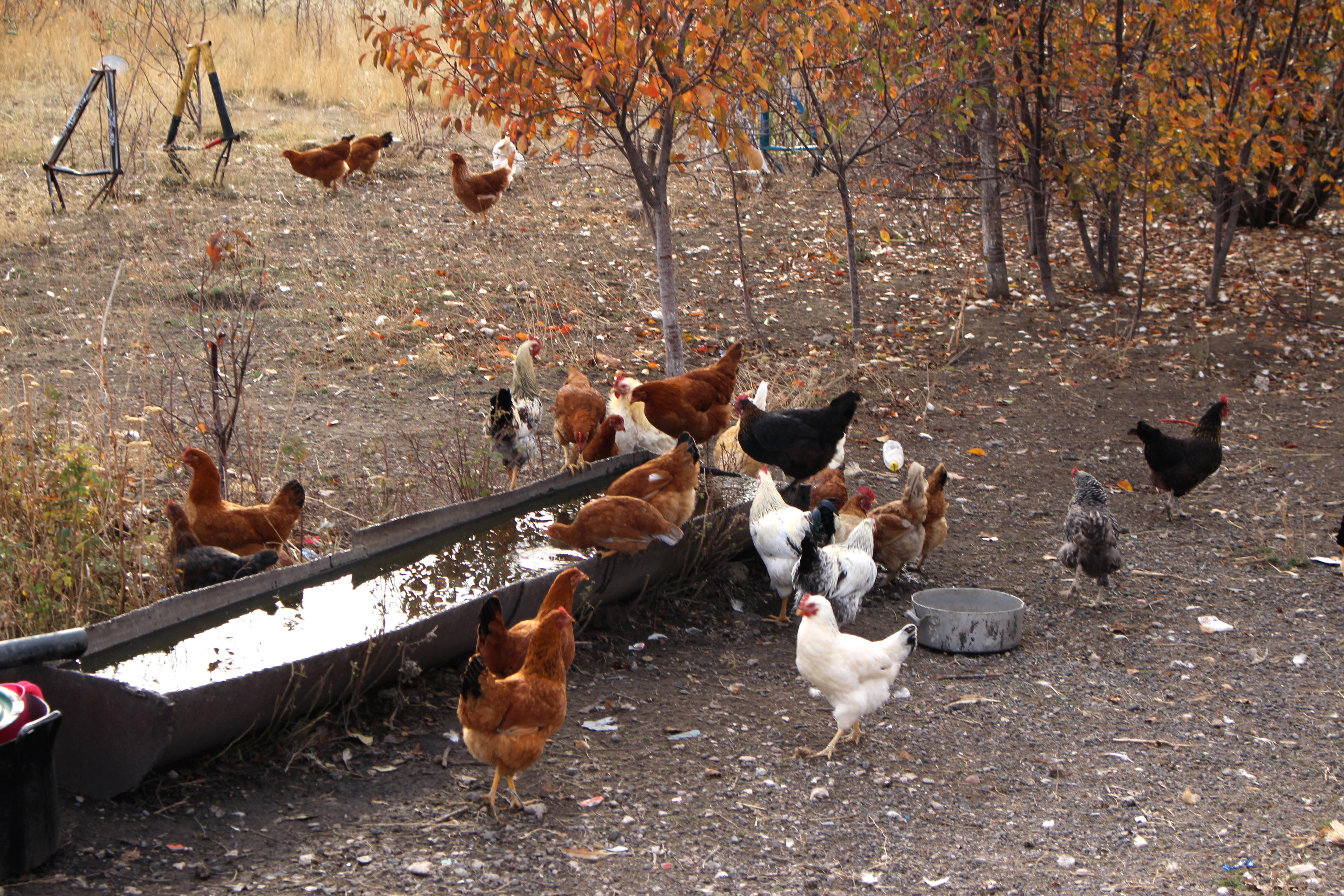
Куры на выгуле
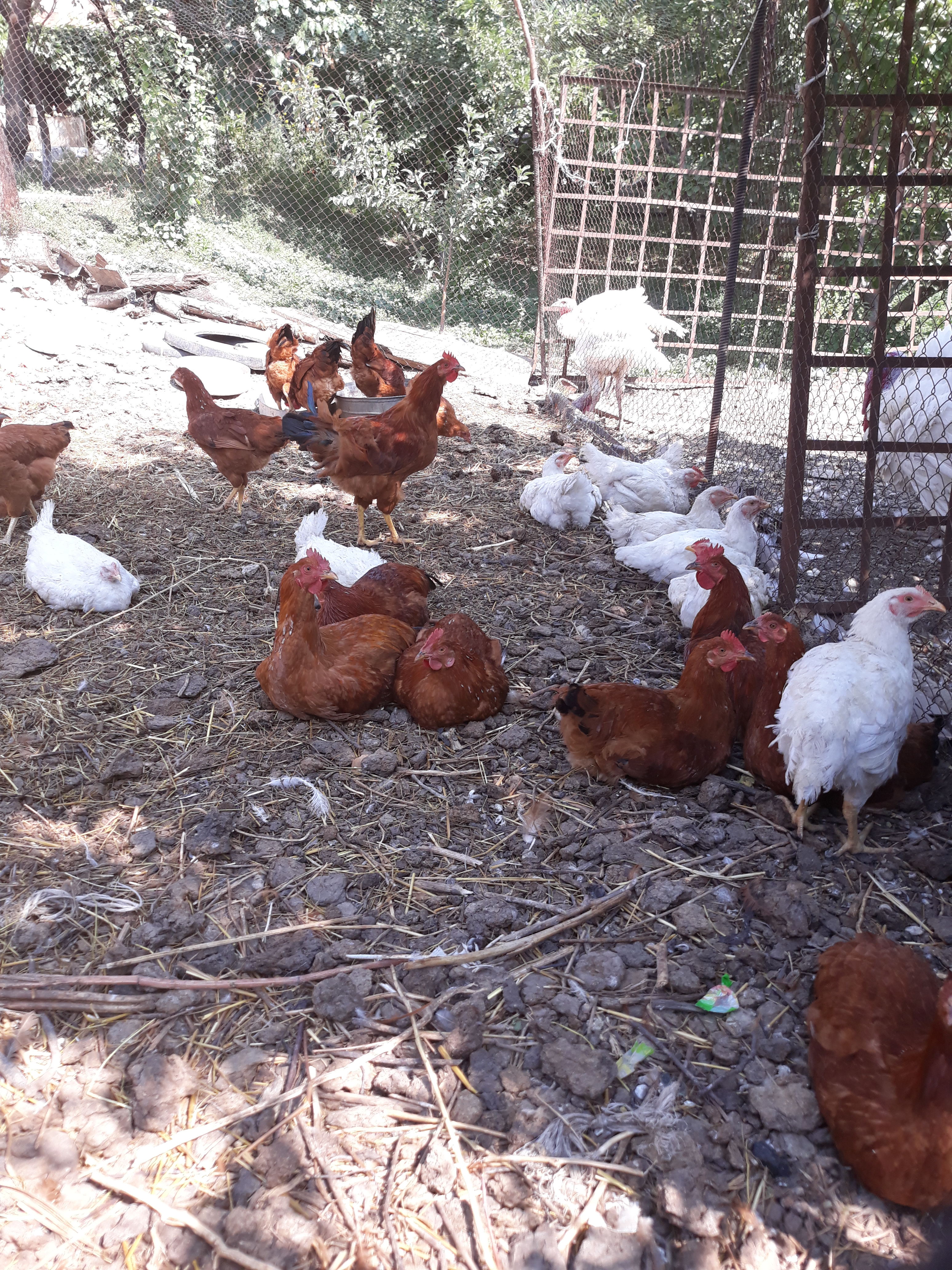
Куры в селе Бжни